# ماهی حاره‌ای

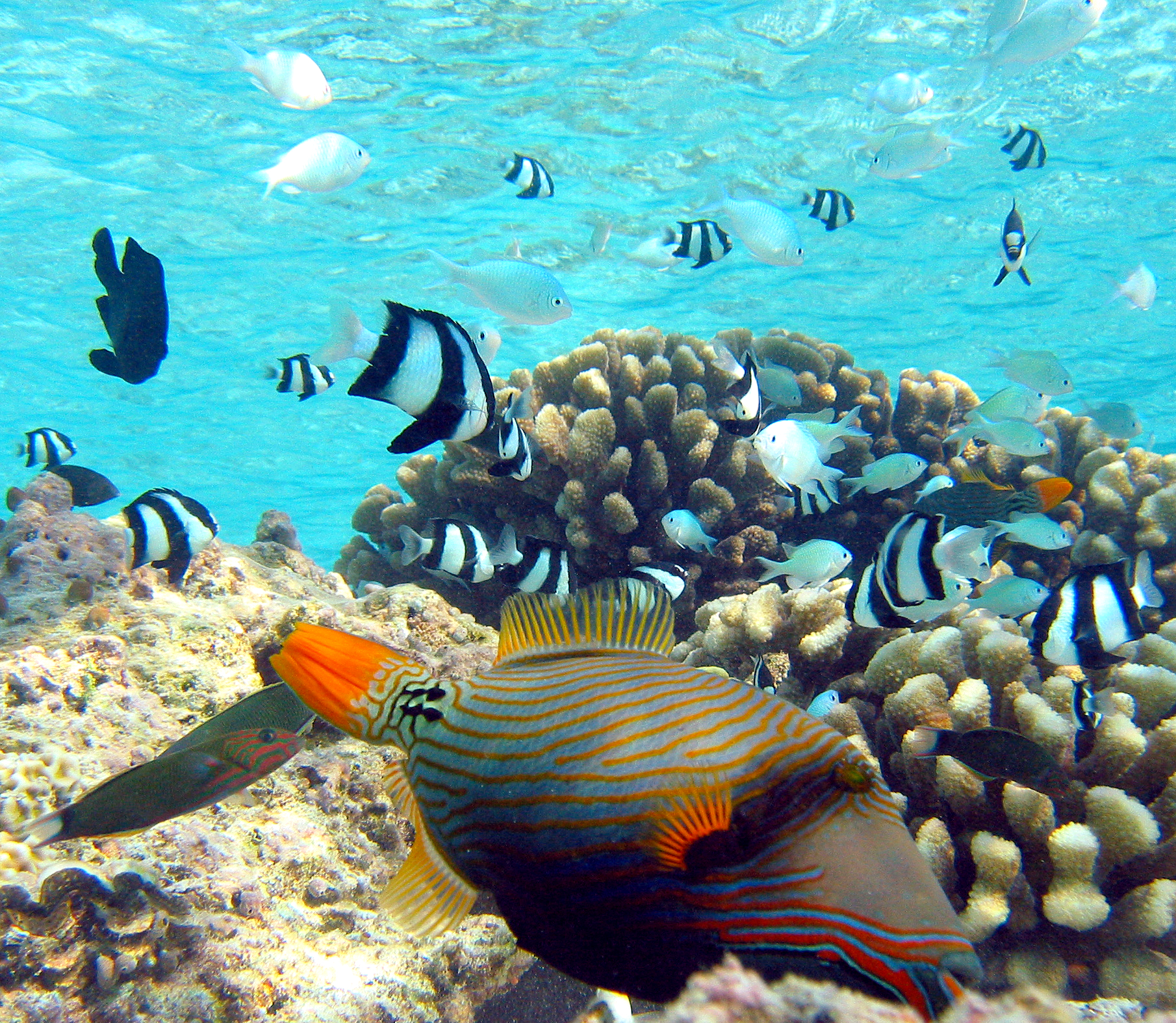
برخی از ماهی‌های حاره‌ای از نوع ماهیان صخره‌های مرجانی هستند.

ماهی‌های حاره‌ای به ماهی‌هایی گفته می‌شود که در محیط‌های آبی حاره‌ای در سراسر جهان یافت می‌شوند. این ماهی‌ها هم شامل گونه ماهی‌هایی است که در آب‌های شیرین زندگی می‌کنند و هم ماهی‌هایی که در آب‌های شور زندگی می‌کنند. این ماهی‌ها به خاطر رنگ‌بندی روشنشان برای استفاده به عنوان ماهی‌های آکواریومی محبوبیت بالایی دارند.
معمولاً دارندگان ماهی‌ها از واژه ماهی حاره‌ای برای ماهی‌هایی استفاده می‌کنند که در آب شیرین نگهداری می‌شوند، و برای آنهایی که در آب‌های شور نگهداری می‌شوند به عنوان ماهی دریایی یاد می‌کنند.
اصطلاح «ماهی حاره‌ای» یک گروه طبقه‌بندی زیست‌شناختی نیست، بلکه یک اصطلاح کلی برای ماهی‌هایی است که در چنین محیط‌هایی یافت می‌شوند، به ویژه آن دسته از ماهی‌ها که در آکواریوم‌ها نگهداری می‌شوند.